# 羅賓·耶辛
羅賓·耶辛（德語：Robin Yalçın；1994年1月25日—）是一位德國足球運動員。在場上的位置是中場。現效力於土耳其足球超级联赛球隊錫瓦斯體育，曾效力於斯圖加特。他也代表德國各級國青隊參賽。